# Karang Bayan
Karang Bayan is een bestuurslaag in het regentschap West-Lombok van de provincie West-Nusa Tenggara, Indonesië. Karang Bayan telt 4875 inwoners (volkstelling 2010).